# Festival international du film de Moscou 1967

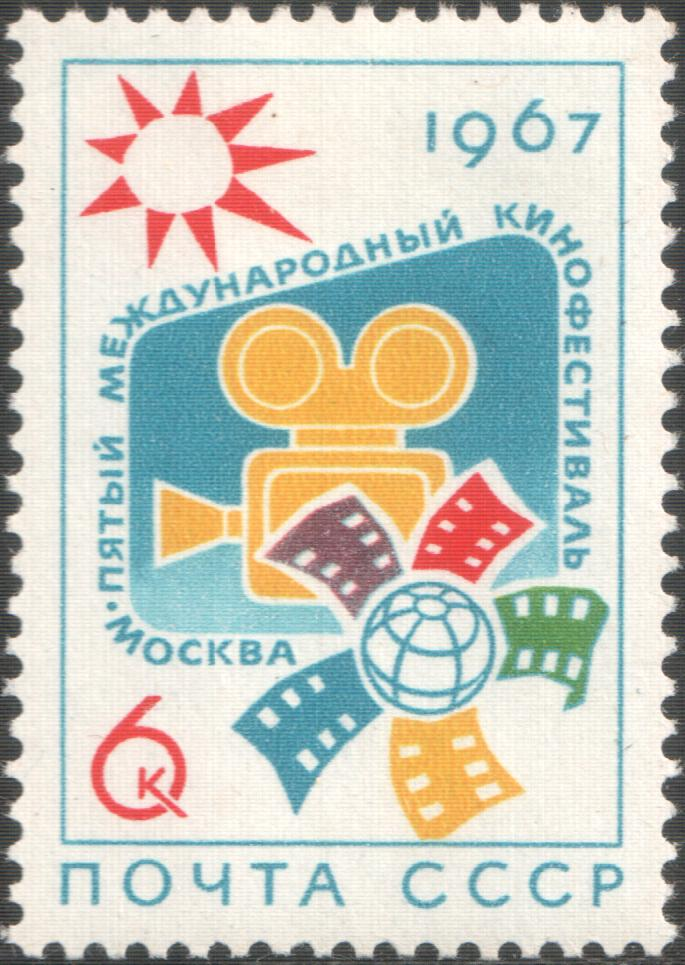
Timbre commémorant le 5ème festival du film de Moscou, édité en 1967.

Le 5e festival international du film de Moscou se tient du 5 au 20 juillet 1967. Le Grand Prix est partagé entre le film soviétique Le Journaliste réalisé par Sergueï Guerassimov et le film hongrois Père d'István Szabó. Parmi les films en compétition se trouve Spellbound Wood réalisé par Norodom Sihanouk, ancien roi du Cambodge.

## Jury
- Sergueï Ioutkevitch (USSR - Président du jury)
- Román Viñoly Barreto (Argentine)
- Alexeï Batalov (USSR)
- Lucyna Winnicka (Pologner)
- Todor Dinov (Bulgarie)
- Hagamasa Kawakita (Japon)
- Leslie Caron (France)
- András Kovács (Hongrie)
- Grigori Kozintsev (USSR)
- Robert Hossein (France)
- Jiří Sequens (Tchécoslovaquie)
- Dimitri Tiomkin (USA)
- Andrew Thorndike (Allemagne de l'est)
- Leonardo Fioravanti (Italie)

## Films en compétition
Les films suivants sont sélectionnés pour la compétition principale :
| Titre anglais ou français          | Titre original                   | Réalisateur(s)                   | Pays d'origine                       |
| ---------------------------------- | -------------------------------- | -------------------------------- | ------------------------------------ |
| La Grande tour blanche             | Shiroi Kyotō                     | Satsuo Yamamoto                  | Japon                                |
| No Stars in the Jungle             | En la selva no hay estrellas     | Armando Robles Godoy             | Pérou                                |
| Escalier interdit                  | Up the Down Staircase            | Robert Mulligan                  | États-Unis                           |
| A Faithful Soldier of Pancho Villa | Un dorado de Pancho Villa        | Emilio Fernández                 | Mexique                              |
| Westerplatte                       | Westerplatte                     | Stanisław Różewicz               | Pologne                              |
| The Winds of the Aures             | Rih al awras                     | Mohammed Lakhdar-Hamina          | Algérie                              |
| The Thief of Paris                 | Le voleur                        | Louis Malle                      | France, Italie                       |
| Les Guerriers                      | Dacii                            | Sergiu Nicolaescu                | Roumanie, France                     |
| Case of the Naves Brothers         | O Caso dos Irmãos Naves          | Luis Sérgio Person               | Brésil                               |
| La Cible dans l'œil                | L'occhio selvaggio               | Paolo Cavara                     | Italie                               |
| The Diary of a Worker              | Työmiehen päiväkirja             | Risto Jarva                      | Finlande                             |
| Le Journaliste                     | Zhurnalist                       | Sergueï Guerassimov              | Union soviétique                     |
| Spellbound Wood                    | La Forêt Enchantée               | Norodom Sihanouk                 | Cambodge                             |
| Love the Magician                  | El amor brujo                    | Francisco Rovira Beleta          | Espagne                              |
| Thursday We Shall Sing Like Sunday | Jeudi on chantera comme dimanche | Luc de Heusch                    | Belgique, France                     |
| Flood                              | Uech                             | Dejidiin Jigjid                  | Mongolie                             |
| Nguyen van choi                    | Nguyen van choi                  | Li Thay Bao, Bui Dinh Hac        | Vietnam du Nord                      |
| The Subterranean                   | Subteranul                       | Virgil Calotescu                 | Roumanie                             |
| Shock Troops                       | Un homme de trop                 | Costa-Gavras                     | France, Italie                       |
| Opération San Gennaro              | Operazione San Gennaro           | Dino Risi                        | Italie, Allemagne de l'ouest, France |
| Dishonored                         | Dishonored                       | Igbal Shahzad                    | Pakistan                             |
| Père                               | Aра                              | István Szabó                     | Hongrie                              |
| Détour                             | Otklonenie                       | Grisha Ostrovski, Todor Stoyanov | Bulgarie                             |
| The climber                        | Štićenik                         | Vladan Slijepčević               | Yougoslavie                          |
| Les Aventures de Juan Quin Quin    | Las aventuras de Juan Quin Quin  | Julio García Espinosa            | Cuba                                 |
| The Princess                       | Prinsessan                       | Åke Falck (en)                   | Suède                                |
| The Dawn                           | Al fajr                          | Omar Khlifi                      | Tunisie                              |
| Romance for Bugle                  | Romance pro křídlovku            | Otakar Vávra                     | Tchécoslovaquie                      |
| Scandal in the Family              | Escándalo en la familia          | Julio Porter                     | Argentine                            |
| Neighbours                         | Naboerne                         | Bent Christensen                 | Danemark                             |
| Khan el khalili                    | Khan el khalili                  | Atef Salem                       | Égypte                               |
| Bread and Roses                    | Brot und Rosen                   | Heinz Thiel, Horst E. Brandt     | Allemagne de l'Est                   |
| Un homme pour l'éternité           | A Man for All Seasons            | Fred Zinnemann                   | Royaume-Uni                          |

## Prix
- Grand Prix:
  - Le Journaliste de Sergueï Guerassimov
  - Père d'István Szabó
- Prix d'or spécial : Détour de Grisha Ostrovski et Todor Stoyanov
- Prix d'or : No Stars in the Jungle de Armando Robles Godoy
- Prix d'argent spécial : Romance for Bugle d'Otakar Vávra
- Prix d'argent :
  - Westerplatte de Stanisław Różewicz
  - Opération San Gennaro de Dino Risi
  - La Grande Tour blanche de Satsuo Yamamoto
  - The Climber de Vladan Slijepčević
- Prix :
  - Meilleur acteur : Paul Scofield pour Un homme pour l'éternité
  - Meilleure actrice : Sandy Dennis pour Escalier interdit
  - Meilleure actrice : Grynet Molvig pour The Princess
- Mention spéciale : Fred Zinnemann pour Un homme pour l'éternité
- Prix FIPRESCI : Détour de Grisha Ostrovski et Todor Stoyanov

## Source de la traduction
- (en) Cet article est partiellement ou en totalité issu de l’article de Wikipédia en anglais intitulé « 5th Moscow International Film Festival » (voir la liste des auteurs).